# Malobi
Malobi of Malobbi is een dorp in het district Sipaliwini in Suriname. Het dorp ligt aan de Boven-Surinamerivier, stroomafwaarts ten opzichte van Dan, Paralafanti en Oemansanti.
In het dorp wonen Saramaccaanse marrons. Mannen in de dorpen in dit gebied zijn langdurig van huis voor werk in de goudvelden, Paramaribo of Frans-Guyana, waardoor de bevolking voor tachtig procent uit vrouwen bestaat.
De bouw van de school liep rond 2018 vertraging op. In 2021 werden de leerkrachten uit onder meer Malobi geëvacueerd vanwege grote wateroverlast. Het schoolgebouw werd uiteindelijk opgeleverd in november 2024.
Abenaston · Adawai · Akisiaman · Akwaukondre · Amakakondre · Asenbaso · Asidonhopo · Atjoni · Aurora · Begoeba · Begoon · Bekiokondre · Bendikwai · Bendiwata · Biudoematoe  · Bofokoele · Botopasi · Dan · Dangogo · Daume · Debikè · Deboo · Djemongo · Djoemoe · Duwatra · Foetoenakaba · Gingiston · Goddo · Godowatra · Goejaba · Gran Slee · Grantatai · Gunsi · Heikoenoenoe · Jawjaw · Kaajapati · Kajana · Kambaloea · Kampoe · Koonoo · Kuututen · Ladouanie · Lespansi · Ligorio · Malobi · Malroseekondre · Masiakriki · Moitori · Nazaleti · Nieuw-Aurora · Padalafanti · Pambo Oko · Pikin Slee · Pingpe · Pokigron · Saloebanga · Semoisi · Soolan · Stonhoekoe · Tjaikondre · Toemaripa · Toetoeboeka